# Garcilaso de la Vega

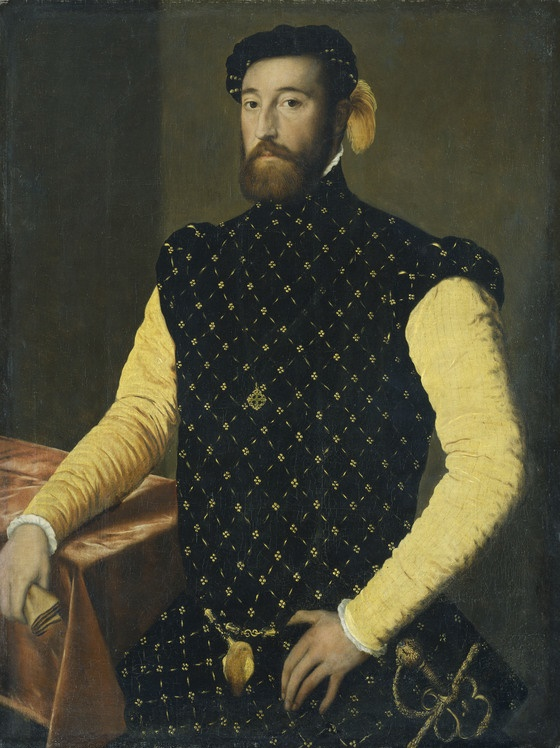
Garcilaso de la Vega, vermutlich florentinische Schule: Gemäldegalerie Alte Meister (Kassel)

Garcilaso de la Vega (* zwischen 1498 und 1503 in Toledo; † 14. Oktober 1536 in Nizza, Frankreich) war ein bekannter spanischer Renaissance-Dichter, der die Lyrik seines Landes so nachhaltig prägte, dass er bisweilen als der Begründer der neuzeitlichen Dichtung in Spanien oder als „Dichterfürst spanischer Sprache“ angesehen wird.

## Leben
Garcilaso de la Vega entstammte einem hohen kastilischen Adelsgeschlecht und wurde zwischen 1498 und 1503 (bisher wurde meist 1501 vermutet, neuerdings wird aber 1499 angenommen) in Toledo als drittes Kind des Garcilaso de la Vega († 8. September 1512), Herr von Arcos und Komtur von León des Santiagoordens, und der Sancha de Guzmán, Herrin von Batres und Cuerva, geboren. Im Jahr 1520 trat er in die Dienste von Karl V. (seit 1516 als Carlos I. König von Spanien) ein, wurde Mitglied der königlichen Garde und kämpfte in den Jahren 1520–1522 nahe seiner Geburtsstadt im sogenannten Comuneros-Aufstand. Möglicherweise wurde er Ende 1522 in Begleitung von seinem späteren Dichterkollegen und Freund Juan Boscán Almogávar und Pedro Álvarez de Toledo, dem künftigen Vizekönig von Neapel, auf eine Mission geschickt, die den Fall von Rhodos an die Türken verhindern sollte. Bei der Rückkehr nach Spanien wurde er zum Ritter des Ordens von Santiago ernannt. Im Jahr 1524 kämpfte er während der Belagerung von Fuenterrabía gegen die Franzosen. Im Jahr darauf heiratete er, wieder in Toledo, Elena de Zúñiga, eine Dame aus dem Gefolge der Schwester des Königs, Eleonore von Kastilien. Anschließend übte er für einige Zeit das Amt eines Statthalters in seiner Heimatstadt aus.
Nicht vollständig gesichert ist, ob er 1526 den König zur Hochzeit mit Isabella von Portugal nach Sevilla begleitete. Kurz darauf jedenfalls überzeugte in Granada der venezianische Botschafter Andrea Navagero Juan Boscán von dem Projekt, die Neuerungen der italienischen Renaissancelyrik auf die spanische Dichtungssprache zu übertragen, was dieser dann gemeinsam mit seinem Freund Garcilaso umsetzte. In der "Dedicatoria de Boscán a la Duquesa de Soma", die der Ausgabe der Werke beider Dichter beigegeben ist, stilisiert Boscán dieses Treffen als den Beginn einer neuen Zeit für die spanische Literatur und räumt Garcilaso dabei eine besondere Rolle ein.

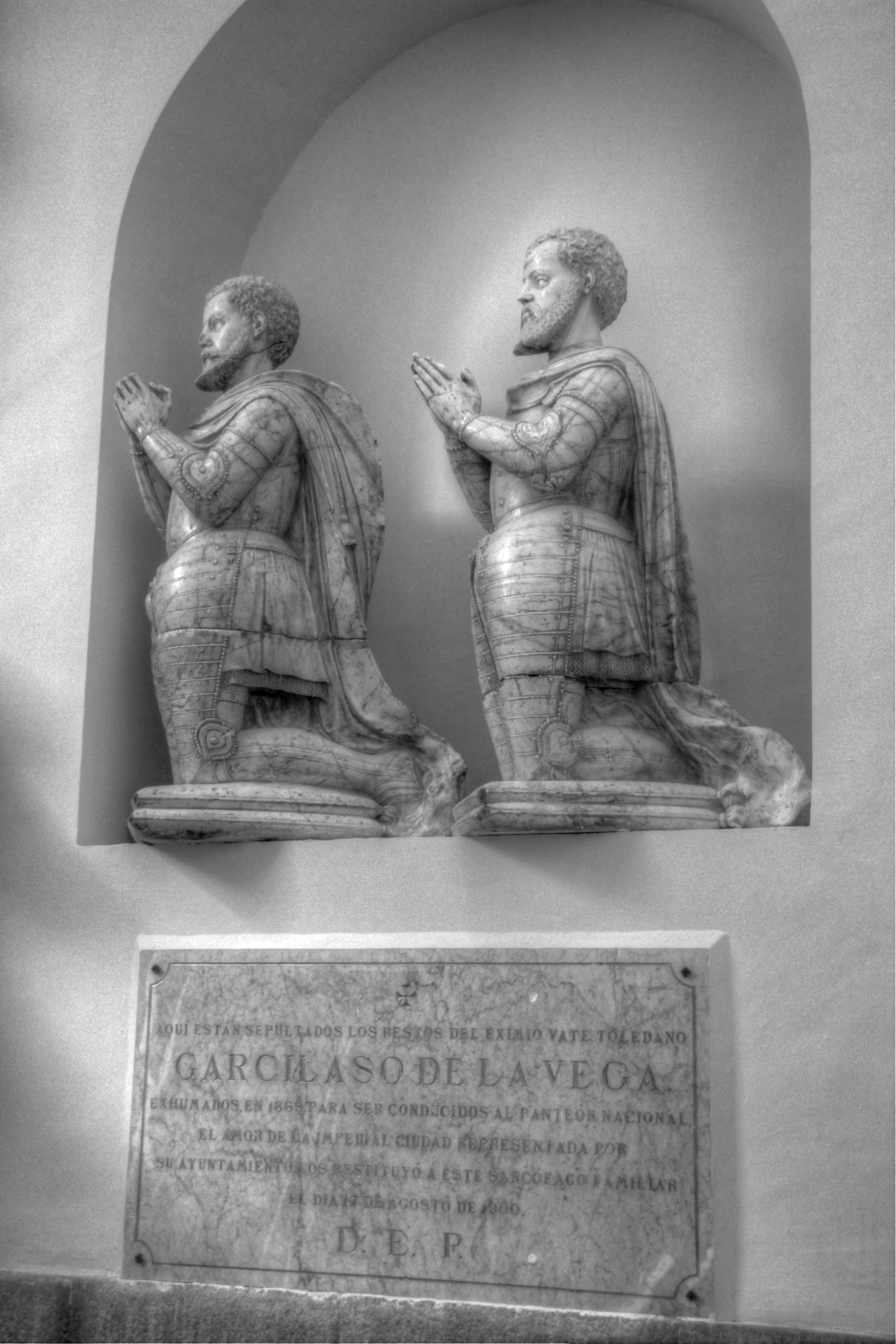
Convento de San Pedro Mártir, Grab Garcilasos und seines Vaters

Im Jahr 1529 zog er mit Karl nach Italien und wohnte 1530 in Bologna dessen Kaiserkrönung bei. Kurz zuvor hatte er in Barcelona ein Testament verfasst, in dem er unter anderem die Vaterschaft seines unehelichen Kindes anerkannte. Bald nach der Rückkehr 1530 wurde Garcilaso von der Kaiserin nach Frankreich entsandt. Im Sommer 1531 nahm er an der Hochzeitsfeier seines Neffen teil, eines Sohns seines Bruders Pedro Laso, der sich im Comuneros-Aufstand gegen den Monarchen gestellt hatte. Wohl auf Bitten der Brauteltern hatte der Kaiser diese Vermählung untersagt, so dass es dadurch zum Bruch kam. Karl befand sich bereits im Reich und bereitete in Regensburg u. a. den Zug gegen die Türken vor, die Wien zu erobern versucht hatten. Als Garcilaso mit Fernando Álvarez de Toledo, dem Herzog von Alba, im Frühjahr 1532 zu den kaiserlichen Truppen stieß, ordnete Karl seine Verbannung auf eine Donauinsel an, vermutlich direkt vor Ort bei Regensburg. Diese für ihn einschneidende Erfahrung verarbeitete Garcilaso u. a. in seiner dritten Kanzone.
Auf Fürsprache von Pedro Álvarez de Toledo, inzwischen Vizekönig von Neapel, durfte der Dichter die Donauinsel nach einigen Monaten im Sommer 1532 wieder verlassen und den Rest der Verbannung in seinen Diensten in Italien verbringen. Er integrierte sich schnell in das intellektuelle Leben der Stadt und schloss Freundschaft mit Dichtern wie Bernardo Tasso oder Luigi Tansillo und Literaten wie Antonio Sebastiano Minturno. 1533 reiste er nach Barcelona und übergab seinem Freund Juan Boscán die Prosa-Epistel "A la Muy Manífica Señora Doña Jerónima Palova de Almogáver", die als Vorwort für El Cortesano diente, die von Boscán geschaffene spanische Übersetzung des italienischen Kultbuchs Il Libro del Cortegiano von Baldassare Castiglione.
Garcilaso de la Vega nahm im Jahr 1535 am Tunisfeldzug Karls V. teil, der Feldzug gegen Frankreich von 1536 sollte dann sein letzter Einsatz werden. Beim Angriff auf die Festung in Le Muy in der Nähe von Fréjus wurde Garcilaso schwer verletzt und erlag am 14. Oktober 1536 in Nizza seinen Verletzungen. Den Leichnam ließ seine Frau 1538 nach Toledo überführen. Er ist im Kloster San Pedro Mártir (Toledo) beerdigt.

## Werk, Bedeutung, Rezeption

### Werk
Garcilaso de la Vega gilt als einer der bedeutendsten Dichter in spanischer Sprache, obwohl seine erhaltenen bzw. die ihm zugeschriebenen Werke ohne Kommentare und Anmerkungen kaum 100 Druckseiten umfassen:
- 8 traditionelle, achtsilbige Coplas;
- 40 Sonette, zwei oder drei mit unsicherer Zuschreibung;
- 5 Kanzonen, davon eine in Form einer Ode;
- 2 Elegien;
- 1 Versepistel;
- 3 Eklogen;
- 5 lateinische Oden;[8]
- einige wenige Prosabriefe und ein Testament.

Der poetische Lebensweg von Garcilaso lässt sich mit Rafael Lapesa und den auf ihm aufbauenden Kritikern in drei Etappen unterteilen: die erste Phase, in der seine Gedichte die kastilischen Traditionen u. a. aus den Cancioneros und Anregungen des katalanischen Autors Ausiàs March aufnehmen; die Phase der Erneuerung, in der er unter starkem Einfluss von Francesco Petrarca sowie der zeitgenössischen Petrarkisten Sonette und Kanzonen verfasste; und die klassische oder neapolitanische Etappe, in der er seit seinem Aufenthalt in Neapel ab 1532 nach dem Vorbild klassischer lateinischer Dichter, vor allem Horaz, Vergil und Ovid, und stark beeinflusst von seinen neuen italienischen Freunden Elegien, Episteln, Eklogen und Oden schrieb. Diese einfache Dreiteilung wirft aber auch Probleme auf, da seine Werke nicht datiert sind und sich nur in wenigen Fällen tatsächlich mit ausreichender Sicherheit datieren lassen.
Garcilaso hat die Anordnung seines Werks nicht selbst vorgenommen, sie stammt im Wesentlichen aus der ersten, noch von Juan Boscán verantworteten Ausgabe von 1543. Soweit erkennbar ist, hat der Dichter auch keinen systematisch angelegten Zyklus angestrebt, wie ihn etwa sein Vorbild Petrarca in seinem Canzoniere verwirklichte. Umstritten ist, ob die geliebte Frau der Gedichte Garcilasos mit einem bestimmten Namen verbunden werden kann, wie es der italienische Dichter mit Laura explizit tut. Bis in die jüngste Zeit haben Kritiker und Forscher Anhaltspunkte dafür gesucht, sie mit der portugiesischen Hofdame Isabel Freire in Beziehung zu setzen, in die sich Garcilaso angeblich 1526 verliebt haben soll. Doch in den Texten ist dies nicht nachweisbar und für das Verständnis der Gedichte auch nicht vonnöten.
Obwohl das Werk Garcilasos nicht auf die Liebesthematik beschränkt bleibt und zum Beispiel in Ekloge II ausführlich die Taten seines Freundes und Förderers, des noch jungen Herzogs von Alba besingt, sind von ihm weder ein Loblied auf Kaiser Karl V. noch ein dezidiert religiöses Gedicht überliefert.

### Bedeutung
Garcilaso de la Vega gilt als der Begründer der neuzeitlichen Lyrik in spanischer Sprache, weil ihm das Verdienst zugeschrieben wird, die vorwiegend in Italien entwickelten Versfomen und Gattungen des Elfsilblers, der Silva, der Lira und des Sonetts in Spanien so heimisch gemacht zu haben, dass sie nach ihm dort und in Lateinamerika bis ins 20. Jahrhundert hinein bestimmend blieben. In der Übernahme der italienischen Renaissancelyrik beschränkte er sich jedoch nicht auf eine nur imitierende Nachahmung (Imitatio), etwa der Liebesthematik, der Stellung und Selbstreflexion des lyrischen Ichs, der typischen Antithesen oder der elaborierten, aber sehr tugendhaften Körpermetaphern des Petrarkismus, sondern ging in einigen Punkten deutlich darüber hinaus, indem er eigene Schwerpunkte setzte (Aemulatio). Sonett IV wird allgemein als Beispiel für ein solches Verfahren herangezogen, denn dort verfällt das lyrische Ich nicht in Resignation, sondern lehnt sich auf, um, wie auch immer, zur Geliebten zu gelangen.
Viele der Texte Garcilasos können metapoetisch gelesen werden, beziehen sich also auch auf die Frage nach der Konstitution des Gedichts selbst. Eine besonders weit gehende, aber illustrative Deutung liefert in diesem Zusammenhang Stephan Leopold in seinen Beiträgen. Stark verkürzt hieße dies, die neuen Kleider des italienischen Petrarkismus, die der spanischen Sprache und ihrer Dichtung übergestülpt werden sollten, passten dort nicht recht, weil sie die eigenen Traditionen auf eine bestimmte, beschränkte und einengende Dichtungskonzeption hinführten, die gleichzeitig auch eine einengende Liebeskonzeption sei. Gegen sie habe das lyrische Ich Garcilasos teilweise gewaltsam aufbegehrt, indem es, unter anderem mit direktem Rückgriff auf antike Dichtungsformen, dem keuschen, neuplatonischen Petrarkismus seine Körperlichkeit und damit auch seine sexuellen Begierden entgegengestellt habe. Den Kontext dieses komplexen Übernahme- und Abänderungsprozesses hätten die Überlegungen zu einer Translatio imperii gebildet, eines Übergangs der Kaiserherrschaft auf Spanien, der einer dazu parallel laufenden Übertragung des kulturellen Zentrums von Italien auf die Iberische Halbinsel bedurft hätte.

### Rezeption
Sehr bald, nachdem 1543 die Gedichte Garcilasos zusammen mit denen von Juan Boscán veröffentlicht waren, setzte der Prozess der Kanonisierung des Toledaners ein, insbesondere dank der beiden kommentierten Ausgaben von Francisco Sánchez de Brozas (El Brocense) 1574 und Francisco de Herrera 1580. Die von Garcilaso initiierten Neuerungen in der Form wurden von praktisch allen seinen Nachfolgern übernommen. Im spanischen Barock des 17. Jahrhunderts wurde sein Werk selbst in das Spiel von Imitatio und Aemulatio eingebunden, und zwar von den beiden Hauptrichtungen, dem von Luis de Góngora vertretenen Kulteranismus wie auch dem Konzeptismus Francisco de Quevedos. Selbst im 18. Jahrhundert wird diese Tradition der Rezeption nicht unterbrochen und lebt dann zum Ende des 19. und zu Beginn des 20. Jahrhunderts neu auf, als die Gründerväter der modernen Lyrik Spaniens und Lateinamerikas, Gustavo Adolfo Bécquer, der Nicaraguaner Rubén Darío sowie Juan Ramón Jiménez ihm die Ehre erwiesen und die Dichter der Generación del 27 ihnen trotz ihrer anfänglichen Vorliebe für Góngora darin folgen.
In Deutschland beschränkte sich die Rezeption von Garcilaso weitgehend auf Forschungsbeiträge, Nennungen in Literaturgeschichten sowie verstreute Übersetzungen einiger seiner Werke in Anthologien spanischer Lyrik oder aus Anlass von Einzelinterpretationen. Eine deutschsprachige oder spanisch-deutsche Gesamtausgabe bleibt ein Desideratum.

### Werkausgaben (Auswahl)
- Obra poética y textos en prosa. Hrsg. Bienvenido Morros. Crítica, Barcelona 1995, ISBN 84-7423-708-4 [Kritische Ausgabe].
- Poesía completa. Hrsg. Juan Francisco Alcina. Espasa, Madrid 2011, ISBN 978-84-670-3742-5.
- Poesía castellana. Hrsg. Julián Jiménez Heffernan und Ignacio García Aguilar; Estudio preliminar Pedro Ruiz Pérez. Akal, Madrid 2017, ISBN 978-84-460-4350-8.
- Poesía. Hrsg. Ignacio García Aguilar. Cátedra, Madrid 2020, ISBN 978-84-376-4154-6.

### Sekundärliteratur
In der Cátedra-Ausgabe von 2020 umfasst allein die Auflistung der neueren Forschungsliteratur zu Garcilaso in zumeist spanischer Sprache bereits rund 30 Seiten. An dieser Stelle daher nur einige Verweise auf jüngere Studien und Interpretationen von einzelnen Gedichten vorwiegend aus dem deutschsprachigen Raum:
- Eugenia Fosalba: Pulchra Parthenope: hacia la faceta napolitana de la poesía de Garcilaso. Vervuert, Iberoamericana, Frankfurt am Main, Madrid 2020, ISBN 978-84-9192-099-1.
- Eugenia Fosalba: La senda poética de Garcilaso en Europa. Vervuert, Iberoamericana, Frankfurt am Main, Madrid, 2024, ISBN 978-84-9192-460-9.
- Georges Güntert: Garcilaso. In: Christoph Strosetzki (Hrsg.): Geschichte der spanischen Literatur. Niemeyer, Tübingen, 1991, ISBN 3-484-50307-6, S. 126–133.
- Georges Güntert: De Garcilaso a Gracián. Treinta estudios sobre la literatura del Siglo de Oro. Academia del Hispanismo, Vigo 2012, ISBN 978-84-15175-49-0.
- Christopher F. Laferl: Garcilaso de la Vega. Un rato se levanta mi esperanza. In: Manfred Tietz (Hrsg.): Die spanische Lyrik von den Anfängen bis 1870. Vervuert, Frankfurt am Main 1997, ISBN 3-89354-072-5, S. 209–223.
- Stephan Leopold: Aeneas in Kastilien. Zur Typologie von Natur und Politik in Garcilasos II. Ekloge. In: Wolfgang Matzat, Gerhard Poppenberg (Hrsg.): Begriff und Darstellung der Natur in der spanischen Literatur der Frühen Neuzeit (Hispanistisches Kolloquium, Bd. 4). Fink, München 2012, ISBN 978-3-7705-5324-2, S. 249–272.
- Stephan Leopold: Con ansia estrema – Petrarkismus im Zeichen von Sexualität und Gewalt bei Garcilaso de la Vega. In: Marc Föcking, Bernhard Huß (Hrsg.): Varietas und Ordo. Zur Dialektik von Vielheit und Einheit in Renaissance und Barock (= Text und Kontext, Bd. 18). Steiner, Stuttgart 2003, ISBN 3-515-08258-1, S. 179–194.
- Stephan Leopold: Der Tod der Daphne als Garcilasos poetisches Gründungsopfer. Frühneuzeitliche Kulturübertragung zwischen fanum und profanum. In: Wolfram Nitsch, Bernhard Teuber (Hrsg.): Zwischen dem Heiligen und dem Profanen. Religion, Mythologie, Weltlichkeit in der spanischen Literatur und Kultur der Frühen Neuzeit. Fink, München 2008, ISBN 3-7705-4616-4, S. 121–140.
- Stefan Leopold: Die Erotik der Petrarkisten. Fink, München 2009, ISBN 978-3-7705-4901-6.
- Edith Lutz: Dies Bildnis ist bezaubernd schön. Zu den jüdischen Spuren in Leben und Werk des spanischen Dichters Garcilaso de la Vega. In: PaRDeS: Zeitschrift der Vereinigung für Jüdische Studien e. V., 8, 2004, S. 3–13.
- Brigitte Mager: Imitatio im Wandel. Experiment und Innovation im Werk von Garcilaso de la Vega. Narr, Tübingen 2003, ISBN 978-3-8233-5890-9.
- José Morales Saravia (Hrsg.): Garcilaso de la Vega. Werk und Nachwirkung. Akten des Colloquiums im Ibero-Amerikanischen Institut in Berlin, 18.–20. Oktober 2001 (= Bibliotheca Ibero-Americana, Bd. 94). Vervuert, Frankfurt am Main 2004, ISBN 3-86527-116-2.
- Hubert Pöppel: Danubio, río divino: der spanische Dichterfürst Garcilaso de la Vega auf der Donauinsel. In: Hubert Pöppel: Bayern und Spanien. BoD, Norderstedt 2017, ISBN 978-3-7448-6777-1, S. 111–126.
- Ulrich Prill: "Wolle die Wandlung". Variationen über den Daphne Mythos bei Garcilaso und Quevedo. In: Monika Bosse, André Stoll (Hrsg.): Theatrum Mundi. Aisthesis Verlag, Bielefeld 1997, ISBN 3-89528-176-X, S. 75–90.
- Christoph Strosetzki: Garcilaso de la Vegas. Égloga segunda. In: Manfred Tietz (Hrsg.): Die spanische Lyrik von den Anfängen bis 1870. Vervuert, Frankfurt am Main 1997, ISBN 3-89354-072-5, S. 225–253.
- Friedrich Wolfzettel: Salida do no hay salida. Zur Wege- und Raumsymbolik in den Sonetten von Garcilaso de la Vega. In: Friedrich Wolfzettel: Lo ajeno y lo propio. Studien zur hispanischen Literatur (1974–2016). Steiner, Wiesbaden, 2018, ISBN 978-3-515-11905-4, S. 499–514.